# IC 4206
IC 4206 је појединачна звијезда у сазвјежђу Ловачки пси која се налази на листи објеката дубоког неба у Индекс каталогу.
Деклинација објекта је + 39° 1' 21" а ректасцензија 13h 9m 21,7s.